# Licania
Licania es un género  con 300 especies de plantas con flores de la familia Chrysobalanaceae. Es originario de las regiones tropicales y subtropicales de América y en Asia de Tailandia a Nueva Guinea.

## Descripción
Son árboles que alcanzan un tamaño de hasta 35 m de alto o arbustos. Hojas frecuentemente con un área glandulosa mal definida en la haz en la unión de la lámina y el pecíolo eglandular, envés glabro, lanado o estrigoso, o con cavidades estomáticas llenas de tricomas densamente entrecruzados; estípulas pequeñas, libres, subuladas o angostamente deltadas, laterales o intrapeciolares, generalmente persistentes. Inflorescencias panículas de racimos o címulas, brácteas y bractéolas generalmente eglandulares, tubo-receptáculo variable en forma, generalmente cupuliforme, campanulado o urceolado, siempre piloso por dentro, pero la garganta sin tricomas largos retrorsos; lobos del cáliz subiguales, agudos; pétalos más o menos de igual tamaño que los lobos del cáliz o a veces ausentes; estambres 3–20, filamentos formando un círculo completo o unilaterales, incluidos y mucho más cortos que los sépalos a exertos y casi el doble de largo que los sépalos, generalmente unidos en la base, estaminodios generalmente ausentes, raramente representados por una cresta cortamente denticulada; ovario 1-locular, insertado en o cerca de la base del tubo-receptáculo, estilo filiforme, indistintamente 3-lobado en el ápice. Drupa con endocarpo grueso, duro y leñoso, o delgado y fibroso, sin ningún mecanismo especial para el escape de la plántula.

## Hábitat
Principalmente debido a la deforestación, varias especies de estos arbustos y pequeños árboles  han reducido su población, algunos de manera notable, y L. caldasiana de Colombia parece que se ha extinguido en los últimos años. 
Varias especies se utilizan como planta ornamentales. Las frutas de Licania son alimentos importantes para muchos animales y también pueden ser consumidas por los seres humanos. 

## Taxonomía
El género fue descrito por  Jean Baptiste Christophore Fusée Aublet y publicado en Histoire des Plantes de la Guiane Françoise 1: 119, pl. 45. 1775. La especie tipo es: Licania incana Aubl. 

## Especies seleccionadas
| - Licania adolphoduckei - Licania affinis - Licania alba - Licania albiflora - Licania amapaensis - Licania anneae - Licania angelesia - Licania arborea - Licania caldasiana | - Licania chiriquiensis - Licania conferruminata - Licania fasciculata - Licania grandibracteata - Licania hedbergii - Licania kunthiana - Licania longicuspidata - Licania longipetala - Licania megalophylla | - Licania michauxii - Licania morii - Licania pyrifolia - Licania rigida - Licania salicifolia - Licania splendens - Licania tomentosa - Licania vasquezii - Licania velutina |